# Biston limbojuncta
Biston limbojuncta là một loài bướm đêm trong họ Geometridae.